# Bruce Driver
Bruce Douglas Driver (* 29. April 1962 in Toronto, Ontario) ist ein ehemaliger kanadischer Eishockeyspieler, der in seiner aktiven Zeit von 1980 bis 1998 unter anderem für die New Jersey Devils und New York Rangers in der National Hockey League gespielt hat.

## Karriere
Bruce Driver begann seine Karriere als Eishockeyspieler in der Mannschaft der University of Wisconsin–Madison, für die er von 1980 bis 1983 aktiv war und er 1982 sowie 1983 jeweils die Meisterschaft der Western Collegiate Hockey Association gewann. In diesem Zeitraum wurde der Verteidiger zudem im NHL Entry Draft 1981 in der sechsten Runde als insgesamt 108. Spieler von den Colorado Rockies ausgewählt. Nach deren Umsiedlung 1982 gingen die Rechte an Driver an Colorados Nachfolgeteam New Jersey Devils über, für die er in der Saison 1983/84 sein Debüt in der National Hockey League gab. Zudem gewann er mit New Jerseys Farmteam, den Maine Mariners aus der American Hockey League, am Saisonende den Calder Cup. Den Großteil der Spielzeit verbrachte der Linksschütze allerdings bei der kanadischen Nationalmannschaft, mit der er zur Vorbereitung auf die Olympischen Winterspiele 1984 in Sarajevo insgesamt 68 Spiele absolvierte.
Mit den New Jersey Devils, für die er insgesamt zwölf Jahre lang aktiv war, gewann Driver in der Saison 1994/95 den prestigeträchtigen Stanley Cup. Zum Erfolg trug der Kanadier mit fünf Toren und 18 Vorlagen in insgesamt 58 Spielen bei. Anschließend unterschrieb er am 28. September 1995 als Free Agent einen Vertrag bei den New York Rangers, für die er weitere drei Jahre lang in der NHL auf dem Eis stand, ehe er 1998 im Alter von 36 Jahren seine Karriere beendete. Anlässlich des Heroes of Hockey Game, welches im Rahmen des NHL All-Star Games stattfand, schnürte er 2001 noch einmal die Schlittschuhe.

### International
Für Kanada nahm Driver an den Olympischen Winterspielen 1984 in Sarajevo teil, bei denen er mit seiner Mannschaft den vierten Platz belegte.

## Erfolge und Auszeichnungen
- 1982 Broadmoor-Trophy-Gewinn mit der University of Wisconsin–Madison
- 1982 WCHA First All-Star Team
- 1982 NCAA West First All-American Team
- 1982 NCAA Championship All-Tournament Team
- 1983 Broadmoor-Trophy-Gewinn mit der University of Wisconsin-Madison
- 1983 WCHA Second All-Star Team
- 1984 Calder-Cup-Gewinn mit den Maine Mariners
- 1995 Stanley-Cup-Gewinn mit den New Jersey Devils
- 2001 Heroes of Hockey Game